# Antrodiaetus montanus
Antrodiaetus montanus es una especie de araña del género Antrodiaetus, familia Antrodiaetidae. Fue descrita científicamente por Chamberlin & Ivie en 1935.
Se distribuye por los Estados Unidos. La especie se mantiene activa durante los meses de abril, mayo, junio, agosto, septiembre y octubre.